# Pont de Sénard
Le pont de Sénard se situe sur la Maine, au lieu-dit Sénard, sur la commune de Saint-Hilaire-de-Loulay. Il se trouve sur la route départementale 77. Une variante du sentier de grande randonnée de pays « Sèvre et Maine » (GRP) emprunte aussi ce pont.

## Historique
Il fait l’objet d’un classement aux monuments historiques, depuis mai 1984.

## Caractéristiques
Il s'agit d'un pont en dos-d'âne avec trois arches en ogive.